# Pamiro-Alaj

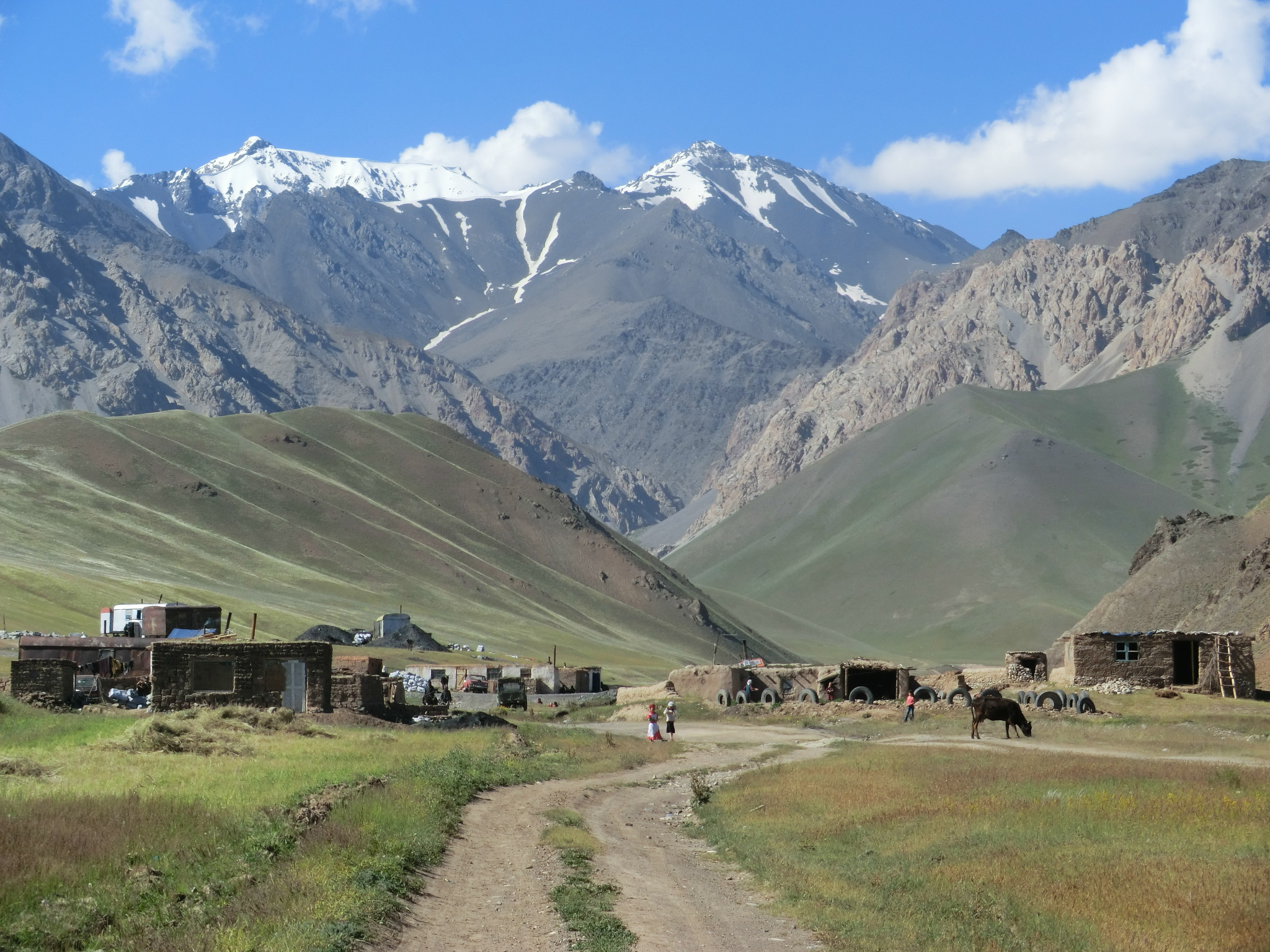
Pamiro-Alaj vid Jiptyk Pass.

Pamiro-Alaj (ryska: Памиро-Алай) eller Pamir-Alaj är en benämning för det bergsområde som utgörs av Pamir och Gissaro-Alaj samt Tadzjiksänkan. Det ungefär 900×400 km stora området ligger huvudsakligen i Tadzjikistan, sträcker sig in i Kirgizistan (i nordost), Uzbekistan (i väster) och Turkmenistan (i sydväst). I öster och delvis i söder når området också in i Kina och Afghanistan. I Pamiro-Alaj finns över 10600 glaciärer täckande en yta av 9820 km2.